# Чадыри
Чадыри (чечен. ЧӀаьдар) — река в России, протекает по Чеченской Республике и Дагестану. Левый приток реки Кенхи (в XX веке считался правым притоком Шароаргуна). Длина реки составляет 12 км.

## География
Река Чадыри берёт начало в Цумадинском районе Дагестана на северо-западном склоне Снегового хребта. Течёт на север по территории Шаройского района Чечни. Устье реки находится в 3 км по левому берегу реки Кенхи.

## Данные водного реестра
По данным государственного водного реестра России относится к Западно-Каспийскому бассейновому округу, водохозяйственный участок реки — Сунжа от города Грозный до впадения реки Аргун. Речной бассейн реки — Реки бассейна Каспийского моря междуречья Терека и Волги.
Код объекта в государственном водном реестре — 07020001212108200006020.